# Höjen, Falun
Höjen är en by strax öster om tätorten Falun vid Hosjön i Dalarna. Byn är belägen inom Falu Kristine distrikt (Stora Kopparbergs socken) i Falu kommun, Dalarnas län. Bebyggelsen klassades av SCB vid avgränsningen 2020 som en småort. 
Ursprunget är den gamla bergsmansgården Höjen. Höjen består av flera mindre delar, såsom Lilla och Stora Höjen och Holms kvarn, som fått sitt ursprungsnamn tack vare den gamla vattenkvarn som tidigare legat mitt emot Hosjöholmen, som ligger på andra sidan Sundbornsån från Höjen sett.

Till vänster om vägen Lilla Höjen och till höger Stora Höjen.